# Бос, Атул
Атул Бос (бенг. অতুল বসু ; 22 февраля 1898, Маймансингх, Восточная Бенгалия, Британская Индия — 10 июля 1977, Калькутта, Индия) — индийский живописец и график.
В 1916—1918 годах учился в Государственном колледже искусств и ремёсел в Калькутте, которым позднее руководил, и в школе Королевской Академии художеств в Лондоне (1924—1926). Находился под влиянием творчества пост-импрессиониста Уолтера Сикерта.
Один из организаторов национальной академии художеств в 1919 году. В 1921 г. основал Индийскую школу восточного искусства. В своём творчестве использовал опыт европейского реалистического искусства. Работал в технике масляной живописи, акварели, пастели.
Автор психологических портретов («Р. Тагор», 1952, Эрмитаж, Ленинград), жанровых картин («Лодочник», 1936; «Товарищи», 1937), серии рисунков на темы голода в Бенгалии (1943).

## Источник
- Бос, Атул — статья из Большой советской энциклопедии.
- Работы А. Боса